# Monument aux morts de Camplong
Le monument aux morts de Camplong est un monument aux morts créé par le sculpteur local français Denis Bousquet, dit Bousquetou, situé à Camplong (Hérault).

## Description
Le monument est situé dans le cimetière.
Celui-ci est assez original puisqu'il s'agit de la création d'un artiste local qui a assemblé plusieurs éléments symboliques dans un style assez naïf.
La base du monument est un casque à pointe prussien sur lequel est empalé l'aigle de l'empire écrasé par une tour flanqué de 4 soldats en prière et surmonté de drapeaux en berne, le tout coiffé par un canon de 75mm. Un bas relief représente une femme en pleurs au pied du monument

## Histoire
Le monument aux morts est réalisé dans les années 1920 par Denis Bousquet, dit Bousquetou, à la suite du décès de l'un de ses enfants à la Grande Guerre. Facteur Cheval de la commune, braconnier et tailleur de pierre de son état, il a réalisé ce monument à la demande de la commune sous les conditions qu'il ne lui soit pas demandé de plan.
Il fait l’objet d’une inscription au titre des monuments historiques le 18 octobre 2018.